# United States Air Forces Central Command

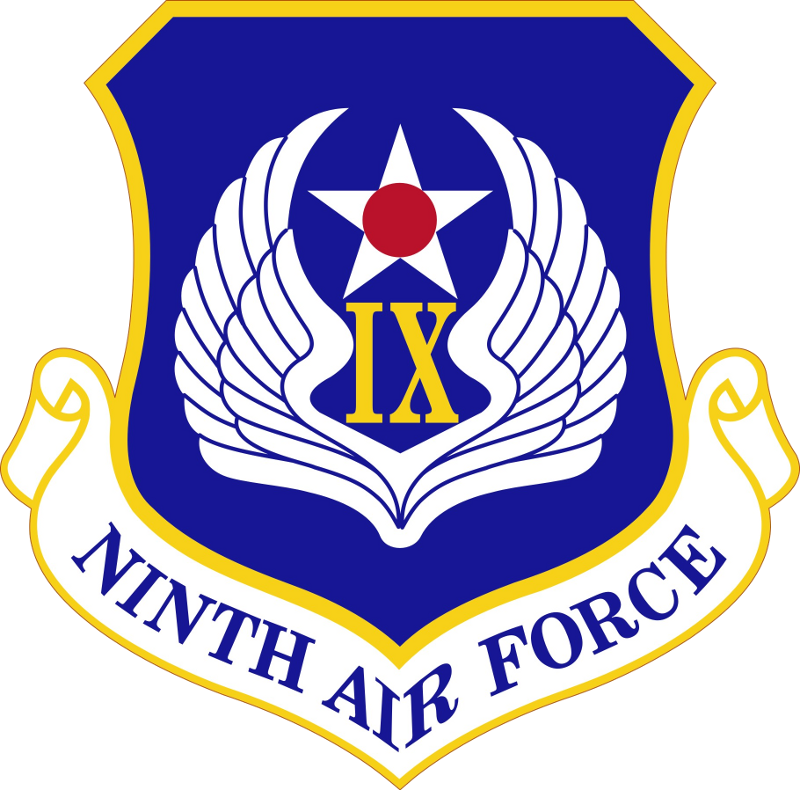
Emblème de la 9th Air Force de 1941 à 2009.

L'United States Air Forces Central Command, abrégé en USAFCENT, (littéralement le « Commandement central des Forces aériennes des États-Unis ») est une force aérienne nommée (Named Air Force) de l'United States Air Force, c'est-à-dire la Force aérienne des États-Unis, basée sur la base de la Force aérienne Shaw en Caroline du Sud aux États-Unis. Il s'agit de la composante aérienne de l'United States Central Command (le « Commandement central des États-Unis », abrégé en USCENTCOM) responsable pour défendre la sécurité et les intérêts des États-Unis dans 27 pays s'étendant de la corne de l'Afrique jusqu'en Asie centrale en passant par le golfe Persique.
Le commandement fut d'abord créé en tant que la 9th Air Force (la « 9e Force aérienne ») en 1942 pour participer à la Seconde Guerre mondiale. En 1983, il obtint également la désignation d'United States Central Command Air Forces (les « Forces aériennes du Commandement central des États-Unis », abrégé en CENTAF), c'est-à-dire que la 9th Air Force et les CENTAF partageaient le même commandant. En 2009, il adopta son nom actuel et une nouvelle Ninth Air Force (« Neuvième Force aérienne ») fut créée, mais celle-ci ne reprend pas l'histoire de l'ancienne 9th Air Force ayant combattu durant la Seconde Guerre mondiale dont le linéage appartient à l'USAFCENT. Il est prévu que la Ninth Air Force et l'USAFCENT partagent de nouveau un même commandant après que les États-Unis auront terminé ses guerres actuelles.
En plus de la Seconde Guerre mondiale, le commandement a participé à la guerre du Golfe en 1991, à la guerre d'Afghanistan de 2001 à 2014 et à la guerre d'Irak de 2003 à 2010 en plus de nombreux engagements avec l'USCENTCOM.

## Histoire
La 9th Air Force fut créée en 1942. En 1944, elle était stationnée sur la base aérienne 112 Reims-Champagne en France. Elle a participé au bombardement de Cézembre.

## Liste des commandants
- Julius W. Jones : septembre 1941 - 1942
- Rosenham Beam : 1942 - 12 novembre 1942
- Lewis Hyde Brereton : 12 novembre 1942 - 8 août 1944
- Hoyt S. Vandenberg : 8 août 1944 - 23 mai 1945
- Otto P. Weyland : 23 mai - 4 août 1945
- William E. Kepner : 4 août - 2 décembre 1945

## Décorations
| Banderole | Décoration                                     | Dates                           |
| --------- | ---------------------------------------------- | ------------------------------- |
|           | Air Force Outstanding Unit Award               | 1er juin 1986 – 31 mai 1988     |
|           | Air Force Organizational Excellence Award (en) | 4 août 1990 – 11 avril 1991     |
|           | Air Force Outstanding Unit Award               | 1er juillet 1996 – 31 mars 1998 |
|           | Air Force Outstanding Unit Award               | 1er juin 1998 – 31 mai 2000     |
|           | Air Force Organizational Excellence Award      | 1er juin 2011 – 31 mai 2013     |